# Мудуму
Мудуму (англ. Mudumu National Park) — национальный парк, расположенный в Замбези в Намибии. Западной границей Национального парка Мудуму является река Квандо (англ. Kwando). Создан в 1990 году на площади 1009,59 км² саванны, лесов мопане и болотистых участков на восточном берегу реки Квандо.

## Туризм
В Национальный парк Мудуму можно приехать по шоссе D3511 в восточном направлении, съезжая с B8 за мостом Конгола. Разрешение бесплатное и выдается в бюро, расположенных в Катима-Мулило, Виндхуке, Сусуве и Накатве.
Парк находится на малярийных территориях, поэтому необходимо иметь при себе профилактические таблетки. На территории парка есть только один, не огороженный палаточный участок с речной водой и подходящими санитарными условиями. Посетители должны иметь при себе питьевую воду, топливо и еду.

## Флора и фауна
Природа Национального парка Мудуму очень разнообразна и отличается от природы других регионов Намибии благодаря большому количеству воды, вытекающей из животворной реки Квандо. Встречаются там антилопы ситатунга и личи, пятнистые выдры, бегемоты и крокодилы. Другие животные, проживающие в парке — это слоны, буйволы, чалые антилопы, импалы, куду, сурикаты и зебры Бурчелла, а также 430 видов птиц.
Вдоль реки Квандо распластались влажные биотопы с зарослями папируса и буйными лесами. Равнинные территории, значительно удаленные от реки, поросшие смешанными лесами с деревьями мопане, распространены африканские саванны.